# ドッカ〜ン!
『ドッカ〜ン』は、2007年4月21日から同年7月21日までTBS系列（テレビ山口を除く）で放送されていたTBS製作のバラエティ番組である。放送時間は毎週土曜 19時00分 - 19時56分（日本標準時）。

## 概要
オリエンタルラジオが司会を務めたU-15向けのバラエティ番組である。番組は、教師に扮したお笑い芸人がスタジオの小学生たちに世界中で挑戦する変わったことを紹介する形式で進行された。
低視聴率により、後枠の『キャプテン☆ドみの』共々7月21日の放送で打ち切られた。なおこれを受け、毎日放送に限り最終回直前の7月14日の放送は予定を変更し、当初深夜の録画中継とする予定であったプロ野球中継「阪神対中日」を生中継に切り替え、当番組は休止（ネット返上）する予定となっていたが、台風接近と梅雨末期の大雨により中止となり、急遽同時ネットに変更された。

## 出演者
- オリエンタルラジオ
  - 中田敦彦
  - 藤森慎吾（MC&カッパ先生）
- ムーディ勝山（歌う工場見学先生）
  - ほとんどの回でトップバッターを務める。
  - 工場で製品が出来上がっていく様子を歌で紹介する。簡単に言えば、歌いながら進行する「何を作っているのでしょうか?」。
  - 初期には工場の担当者の苗字を歌詞に織り込みイジっていた。勝山の話によるとロケ後、飲みに行ったりなど親睦を図っていたらしい。
  - 番組中でこのコーナーが最も人気があった。
- ペナルティ（未定先生）
  - 定まったキャラクターが無いので、全身白タイツに「未定」の文字が書かれているだけのコスチュームでスタジオに出演。5月26日放送分では、カッパ先生を無断で拝借してロケに出たため、出演者からブーイングの嵐にあった。
  - 最近は[いつ?]ロケのない回でも、ワッキーが他の出演者の周りで変な表情などをして映ろうとしている。
- 麒麟（フライパン先生）
  - フライパンの格好をしており、野草や料理漫画に出てくる料理を調査・紹介する。
- ハリセンボン（100先生）
  - 蜂の格好をしており、何かを100個集める。
- 中川翔子（リヤカー先生）
  - 蟻のコスチューム。不法投棄のゴミを拾い集め、それらを材料にアクセサリーなどを作る。
- 島田夫妻（オスメス先生）
  - 様々な動物の雄雌の見分け方を紹介する。
- ザブングル加藤歩（パート先生）
  - 外国の変わった仕事を体験。
- 平成ノブシコブシ吉村崇（ガスマスク先生）
  - 危険地帯の秘湯めぐり。クレジットはなされていない。
  - 半裸（ほぼヘルメットと水着のみ）の状態で急斜面を下ったり岩山を登ったりするロケのため、安全性に大きな問題がある企画である。
  - スタジオに食べ物が登場した際はガスマスクが邪魔で食べられず、他の出演者が「先生！ガスマスク先生が食べられません！」と言うのが定番になっていた。
  - 2007年7月21日放送分でのロケ地であるニュージーランドで地元紙の取材を受けたが、その際に正体をうっかりバラしてしまい、スタジオでついにマスクを脱いで素顔をあらわにした。
- ハローバイバイ関（都市伝説先生）
  - 怪奇現象や都市伝説を紹介する。
  - 都市伝説と称しているものの、アスキーアート等を使った視覚トリックや Google Earth で見た不思議な地形の場所等、都市伝説の概念から外れているようなものも含めて、幅広い内容を紹介している。
- 若井おさむ（アムロ先生）
  - 色々な乗り物に関する実験をする。
- ぽんぽこ（ものさし先生）
  - 動物の体長を体で測る。

## スタッフ
- ナレーション：服部潤、今野宏美
- 構成：福原フトシ、そーたに、たちばなひとなり、藤谷弥生、オークラ、小杉四駆郎、池上奈々、大草芳樹、廣田勇人、渡邊勇穂
- リサーチ：オルカ
- TM：鳥井隆
- TD：高松央
- CAM：中村年正
- VE：高橋康弘
- 音声：相馬敦
- 照明：柳内啓司
- VTR編集：比留間映介
- MA：津田秀樹
- 音響効果：高橋秀治
- 美術プロデューサー：村上仁之、鈴木孝之
- 美術デザイン：太田卓志
- 美術制作：羽田一成
- 装置：谷平真二
- 大道具操作：小杉正裕
- メカシステム：庄子康広
- 電飾：西田和正
- 装飾：深山健太郎
- 特殊造型：岩本浩二
- 衣裳：軽石真央
- 持ち道具：貞中照美
- ヘアメイク：アートメイク・トキ
- ロゴデザイン：前川貴
- キャラクターデザイン：山口泰広
- TK：野村佳乃子、木下渚
- 番宣：井田香帆里
- デスク：松田つばさ
- AP：古川亜希子、亀山祥世
- ディレクター：渡邊真二郎、井上充、安元秀幸、藤本直樹、松崎光洋、嶋中一人、有田武史、工藤和彦、高橋隼人、田中良憲
- 総合演出：片山剛
- プロデューサー：櫟本憲勝
- チーフプロデューサー：荒井昌也 → 利根川展
- 技術協力：東通、エヌ・エス・ティー、ティエルシー、TAMCO、東放制作、IMAGICA
- 制作協力：D:COMPLEX、office KLEIN
- 制作：TBSテレビ
- 製作著作：TBS